# Э (графство)

Графство Э в составе Нормандии. XII век
Территория графства Э
Остальная часть герцогства Нормандия

Э (фр. Eu) — небольшое графство на крайнем северо-востоке Нормандии в Средние века. Графство было образовано в конце X века с целью организации защиты нормандской границы со стороны Фландрии. Административным центром являлся город Э. На ранних этапах существования графства его правители являлись вассалами герцогов Нормандии, позднее — королей Франции. Остатки автономии графства Э были ликвидированы к XVI веку, тем не менее титул графа д’Э продолжал существовать до XX века.

## География
Графство Э располагалось на левом берегу реки Бресль, игравшей в Средние века роль границы между Нормандией и Пикардией. На севере территория графства доходила до Ла-Манша, а на юге ограничивалась графством Омаль и областью Бре. Административным центром являлся замок Э недалеко от устья Бресля. В настоящее время территория бывшего графства относится к департаменту Сена Приморская.

## История
Первое свидетельство о существовании графства Э относится к 996 году, когда нормандский герцог Ричард I передал замок Э и окружающие его земли с титулом графа своему незаконнорождённому сыну Годфриду де Брионну. Графство создавалось как пограничная марка, защищающая Нормандию с северо-востока, со стороны Фландрии и владений пикардийских баронов. Сын Годфрида де Брионна Гилберт выполнял функции правителя Нормандии в период несовершеннолетия Вильгельма Завоевателя, однако в 1040 года был убит, после чего графство было передано другому побочному сыну Ричарда I Вильгельму. Потомки Гилберта де Брионна нашли убежище во Фландрии, а позднее перебрались в Англию, где стали основателями дома де Клер, игравшего одну из центральных ролей в истории Англии, Уэльса и Ирландии в XII—XIII веках.
В графстве Э тем временем установилось правление рода Вильгельма д’Э. Его представители неоднократно участвовали в восстаниях против королей Англии, в результате чего владения графов д’Э по обоим берегам Ла-Манша существенно сократились.

Графство Э в 1328 году
Домен короля Франции
Территория графства Э
Прочие вассалы короля Франции

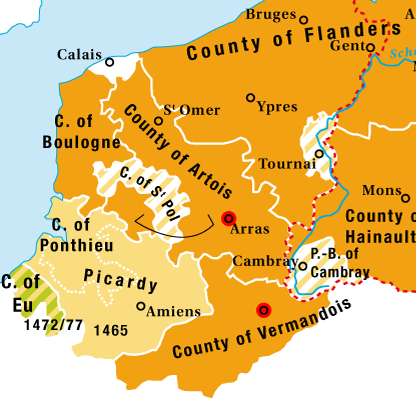
Графство Э - владение Бургундии

В 1202 году графство Э было захвачено французским королём Филиппом II Августом и перешло под контроль Франции. С 1260 года в графстве установилось правление династии Бриеннов, которые являлись также наследными коннетаблями Франции. Однако в 1350 году Рауль II де Бриенн был казнён королём Иоанном II по подозрению в измене и графство было передано Жану д’Артуа — сыну знаменитого Робера III д’Артуа, одного из главных действующих лиц французской политической сцены эпохи кануна и начала Столетней войны. Сын Жана Филипп д’Артуа, граф д’Э, прославился как выдающийся полководец и один из последних крестоносцев: он участвовал в походах в Палестину, Египет, Тунис и был пленён турками в битве при Никополе в 1396 году.
С пресечением мужской линии дома Артуа в 1472 году графство Э перешло к племяннику последнего графа Жану Бургундскому, графу Неверскому.
В 1477 году права на Э были проданы Карлу Смелому, герцогу Бургундии. После смерти последнего началась длительная борьба за бургундское наследство между Габсбургами и королями Франции. Графство Э, а также Пикардию и собственно герцогство Бургундское захватил Людовик XI, что было признано Аррасским договором 1482 года, позднее территория графства была включена в состав Руанского генералитета. Титул графа д’Э сохранился и с 1492 по 1633 годы принадлежал представителям Клевского дома, после чего перешёл к Гизам. В частности графом д’Э являлся Генрих II де Гиз, лидер Неаполитанской революции 1647—1648 годов.
В 1660 году замок и титул графа д’Э были проданы Анне де Монпансье, «Великой мадмуазель», одной из руководительниц Фронды и известной мемуаристке. Но уже в 1681 году она перепродала Э Луи-Огюсту де Бурбону, незаконнорождённому сыну Людовика XIV и мадам де Монтеспан. После прекращения линии прямых потомков Луи-Огюста титул графа д’Э в 1775 году получил Луи-Жан-Мари де Бурбон, герцог де Пентьевр, адмирал Франции, чья дочь и наследница вышла замуж за Филиппа Эгалите, герцога Орлеанского. Это дало возможность после Великой французской революции претендовать на титул графа д’Э представителям Орлеанской ветви династии Бурбонов. Так, графом д’Э именовался Гастон Орлеанский, внук короля Луи-Филиппа, женившейся на наследнице престола Бразильской империи, потомки которого до настоящего времени сохраняют претензии на бразильскую корону.